# Neo-Hettitische vorstendommen

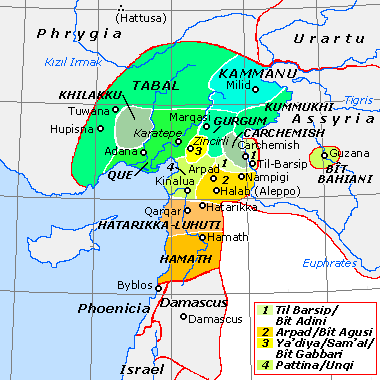
De neo-Hettitische rijkjes rond 800 v.Chr.

De neo-Hettitische vorstendommen waren een aantal kleine onafhankelijke staten die ontstonden na de val van het Hettitische Rijk rond 1180 v.Chr.
Ze lagen in het zuiden van het huidige Turkije en het aansluitende deel van noordelijk Syrië. Ze kwamen voort uit het vorstendom Karkemiš, dat oorspronkelijk Hurritisch gebied was maar door de Hettieten veroverd werd, voor een ander deel uit de vorstendommen van Kizzuwatna dat een gemengd Luwisch-Hurritische bevolking had, en voor een klein deel uit het vorstendom Tarhuntašša dat voornamelijk Luwisch was. 
Het oorspronkelijke hartland van de Hettieten rond Hattuša ging geheel verloren door het ontstaan van het koninkrijk Frygië.
Bit Agusi · Bit-Bahiani · Gurgum · Halab · Hamath · Hatarikka · Hilakku · Kammanu · Karkemis · Kummuh · Pattina · Que · Sam'al · Tabal · Til-Barsip